# Maya Strömberg
Maya Strömberg, född 22 april 1910 i Göteborg, död 20 februari 1996, var en svensk skådespelare och dansare. Hon var trillingsyster till Greta Strömberg.

## Filmografi (urval)
- 1931 – Brokiga Blad
- 1930 – Prov utan värde
- 1930 – För hennes skull
- 1929 – Konstgjorda Svensson